# Rijksbeschermd gezicht Haastrecht
Gezicht Haastrecht is een van rijkswege beschermd stadsgezicht in Haastrecht in de gemeente Krimpenerwaard in de Nederlandse provincie Zuid-Holland. De procedure voor aanwijzing werd gestart op 25 juni 2013. Het gebied werd op 20 november 2014 definitief aangewezen.
Panden die binnen een beschermd gezicht vallen krijgen niet automatisch de status van beschermd monument. Wel zal de gemeente het bestemmingsplan aanpassen om nieuwe ontwikkelingen in het gebied te reguleren. De gezichtsbescherming richt zich op de stedenbouwkundige en cultuurhistorische waardering van een gebied en wil het toekomstig functioneren daarvan veiligstellen.

## Beschermde gezichten in de Krimpenerwaard
Naast het Gezicht Haastrecht zijn in de gemeente Krimpenerwaard vier andere beschermde gezichten aanwezig, namelijk:
- Rijksbeschermd gezicht Schoonhoven
- Rijksbeschermd gezicht Vlist
- Rijksbeschermd gezicht Vlist Uitbreiding (Bonrepas)
- Gemeentelijk beschermd gezicht Lekkerkerk